# Southland District
Der Southland District ist eine zur Region Southland gehörende Verwaltungseinheit in Neuseeland. Der Rat des Distrikts, Southland District Council (Distriktrat) genannt, hat seinen Sitz in der Stadt Invercargill City, ebenso wie die Verwaltung des Distrikts.

## Geographie

### Geographische Lage
Der Southland District verfügt über eine reine Landfläche von 29.552 km² und ist damit der größte Distrikt der Region Southland. Zum Census im Jahr 2013 hatte der Distrikt 29.613 Einwohner und kam damit auf eine Bevölkerungsdichte von exakt 1,0 Einwohner pro km².
Der Southland District ist mit Ausnahme des Gore Districts und dem Stadtgebiet von Invercargill City, deckungsgleich mit den Grenzen der Region Southland. Der Distrikt, zu dem auch Stewart Island gehört, wird im Westen von der Küstenlinie zur Tasmansee begrenzt und im Süden von der Küstenlinie zur Foveaux Strait sowie dem südlichen Pazifischen Ozean. Im Süden grenzt ebenso das Stadtgebiet von Invercargill City an. Im Norden des Southland Districts liegen der Distrikt Westland, der zur Region West Coast gehört, und die Distrikte Queenstown-Lakes und Central Otago, die beide zur Region Otago zählen, ebenso wie der Clutha District, der im Osten angrenzt. Ein Teil der mittleren östlichen Grenze wird allerdings vom Gore District gebildet, der zu gleichen Region gehört, wie der Southland District.
Der Westen Distrikts ist von der alpinen Bergwelt der Neuseeländischen Alpen geprägt, die im Südwesten der Südinsel zur Küste hin auslaufen. Der Norden des Distrikts hingegen liegt im Einzugsgebiet der Eyre Mountains und den Garvie Mountains. Südöstlich des Gore Districts liegt ein Teil der Catlins, eine Mittelgebirgslandschaft, die sich der Distrikt mit dem angrenzenden Clutha District teilt. Der mittlere und östliche Teil des Distrikts wird dagegen von weiten Ebenen, wie den Southland Plains und den Waimea Plains bestimmt.
Der Southland District beherbergt zwei Nationalparks, den Fiordland National Park und einen Teil des Mount Aspiring National Park im Nordwesten. Die größten Flüsse des Distrikts sind die beiden über 200 km langen Waiau River und Mataura River, die beiden in südliche Richtung den Distrikt durchqueren und schließlich in die Foveaux Strait münden. ZU den größten Orten des Distrikts zählen Winton mit rund 2100, Te Anau mit rund 1850 und Riverton/Aparima mit rund 1450 Einwohnern.

### Klima
Der Distrikt ist auf Grund seiner Lage den vorherrschenden westlichen und südwestlichen Winden besonders ausgesetzt. Sie bringen kühles und regenreiches Wetter. Mit um die 8000 mm Niederschläge über das Jahr hin gehört der Südwesten zu den regenreichsten Gebieten der Erde. Geschützt durch die Berge im Westen sind die östlichen Gebiete des Distrikts mit 800 bis 1200 mm Niederschlag vergleichsweise trocken. Die durchschnittlichen Tagestemperaturen im Sommer liegen zwischen 13 °C und 20 °C, je nach Höhenlage, in den Bergen kühler und in den Ebenen wärmer. Im Winter ist die westliche und südwestliche Küstenregion mit 4 °C bis 7 °C vergleichsweise warm. Dagegen liegen die durchschnittlichen Tagestemperaturen im Inland vielfach im einstelligen Minusbereich, in den Ebenen um 0 bis 2 °C. Die jährliche Sonnenscheindauer ist im Distrikt sehr ungleich verteilt. Während der Südwesten durchweg bei unter 1300 Stunden liegt, erhöht sich die Sonnenscheindauer bis auf rund 1800 Stunden je weiter man nach Norden bzw. nach Osten kommt.

## Geschichte
Der Southland District wurde im Zuge der Verwaltungsreform im Jahr 1989 durch die Zusammenlegung der Councils des Wallace County, Southland County, Stewart Island County und des Winton Borough neu gegründet.

## Bevölkerung

### Bevölkerungsentwicklung
Von den 29.613 Einwohnern des Distrikts waren 2013 2829 Einwohner Māori-stämmig (9,6 %). Damit lebten 0,5 % der Māori-Bevölkerung des Landes im Southland District. Das durchschnittliche Einkommen in der Bevölkerung lag 2013 bei 33.900 NZ$ gegenüber 28.500 NZ$ im Landesdurchschnitt.

### Herkunft und Sprachen
Die Frage nach der Zugehörigkeit einer ethnischen Gruppe beantworteten in der Volkszählung 2013 89,8 % mit Europäer zu sein, 10,0 % gaben an, Māori-Wurzeln zu haben, 0,8 % kamen von den Inseln des pazifischen Raums und 3,9 % stammten aus Asien (Mehrfachnennungen waren möglich). 11,5 % der Bevölkerung gab an in Übersee geboren zu sein. 1,6 % der Bevölkerung sprachen Tagalog als zweithäufigste Sprache nach Englisch. Die Maorische Sprache beherrschten nur 10,8 %  der Māori.

## Politik

### Verwaltung
Der Southland District ist noch einmal in fünf Wards unterteilt, dem Mararoa Waimea Ward, dem Waiau Aparima Ward und dem Winton Wallacetown Ward mit je drei Councillors (Ratsmitglieder), dem Waihopai Toetoes Ward mit zwei und dem Stewart Island Rakiura Ward mit einem Councillor. Die zwölf Councillors bilden zusammen mit dem Mayor (Bürgermeister) den Distrikt Council (Distriktrat) und werden alle drei Jahre neu gewählt.

### Städtepartnerschaften
Der Southland District Council pflegt zwei Partnerschaften:
- Cinque Terre, Italien, seit 2009 ein Städtepartnerschaft.
- Wyong Shire, New South Wales, Australien eine Partnerschaft als Friendly City.

## Infrastruktur

### Straßenverkehr
Verkehrstechnisch angeschlossen ist der Southland District durch den New Zealand State Highway 1, der in Bluff an der Südküste beginnt und Invercargill mit Dunedin im Nordosten verbindet. Der State Highway 6 verbindet Invercargill mit Queenstown im Norden und durchquert dabei das Zentrum des Distrikts. Der Nordwesten wird über die State Highways 94 und 99 angebunden und die State Highways 90, 93, 96 und 98 stellen Querverbindungen innerhalb des Distriktes her.

### Schienenverkehr
Die Eisenbahnlinie South Island Main Trunk Railway verbindet Invercargill mit Dunedin und durchquert den Distrikt zwischen Invercargill und Gore. Über die Verbindung werden ausschließlich Güter transportiert.

### Flugverkehr
Der Flughafen westlich von Invercargill verbindet den Distrikt mit allen Regionalflughäfen des Landes.

### Schiffsverkehr
Über den Naturhafen von Bluff, der zum Stadtgebiet von Invercargill gehört und über den der Distrikt mit den anderen Häfen des Landes verbunden ist, werden hauptsächlich Güter transportiert. Lediglich die Fährverbindung zur Stewart Island im Süden dient auch dem Personentransport.